# Sennwald
Sennwald (toponimo tedesco) è un comune svizzero di 5 256 abitanti del Canton San Gallo, nel distretto di Werdenberg.

## Storia
Nel 1831 fu aggregata a Sennwald la località di Lienz, fino ad allora frazione di Rüthi, che nel 1883 passò ad Altstätten.

## Infrastrutture e trasporti
Sennwald è servito dalla stazione di Salez-Sennwald sulla ferrovia Coira-Rorschach.